# Planta (peu)
La planta o sola del peu és la seva part inferior, que posa el cos en contacte amb el terra.
El terme «plantar» es refereix a allò relatiu a la cara inferior del peu.

## Funcions
És sobre aquesta part del peu que el cos es recolza quan un individu està dempeus, camina, salta o corre.
La planta del peu té un paper important «en la percepció del moviment i el control postural».
És una zona reflex (particularment marcada pel reflex de Babinski en l'infant de 0 a 6 anys). La xarxa nerviosa de la planta del peu també informa el cervell sobre la naturalesa del terra, el seu pendent, la seva naturalesa més o menys relliscosa, la seva temperatura, etc.

## Característiques
La planta del peu és espessa, però també localment molt innervada, particularment a l'àpex de la volta plantar, cosa que en fa la part del cos humà més sensible, o gairebé (tot depèn dels individus) (pessigolles).
La forma de la planta de peu humana és única en els primats, principalment a causa d'un hàl·lux que no és prènsil i la posició erecta adoptada per Homo sapiens.
En general, la planta del peu de la dona és més llisa i sensible a les pessigolles i menys arrugada que la de l'home.
Els venes són més profundes i estan més ben protegides sota el peu que a la part superior del peu.
La seva pell pot ser més o menys humida o transpirant segons els individus i la manera com van calçats i vestits.

## Massatges
Segons la reflexologia, el massatge de la planta dels peus tindria virtuts curatives: alliberaria toxines capables d'alleujar diversos òrgans del cos humà.

## Cultura
En certes cultures, la planta del peu té una certa atracció sexual
A certs països orientals i d'Àsia és de mala educació mostrar la planta del peu d'un individu.

## Patologies
- Durícies
- Descamació, a causa de certes malalties o intoxicacions (amb mercuri, per exemple) o carències alimentàries[8]
- Lesions ulceronecròtiques (particularment en els diabètics i leprosos)
- Pian[9]

## Il·lustracions

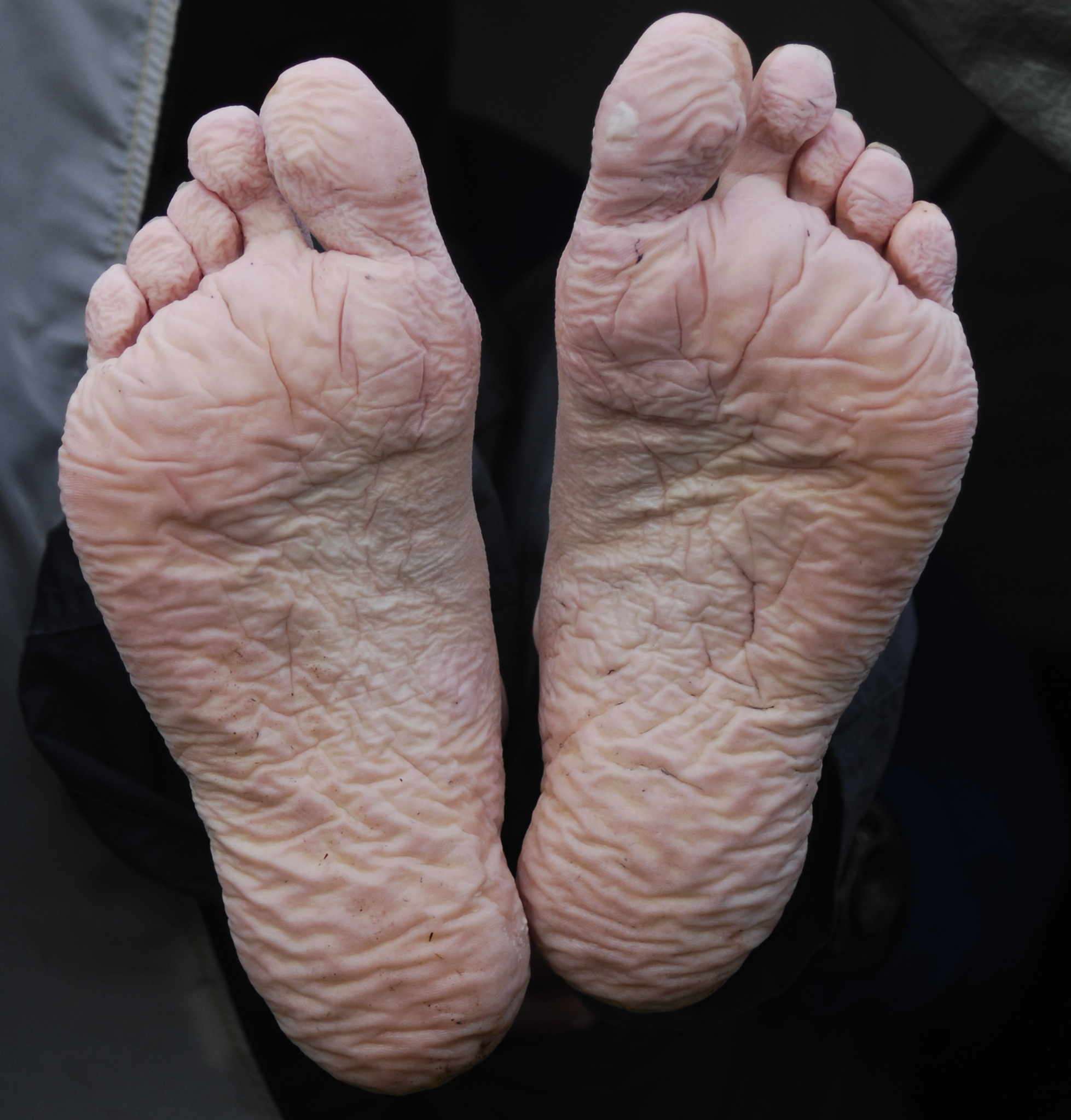
Pell de la planta dels peus hiperhidratada per haver estat dins l'aigua
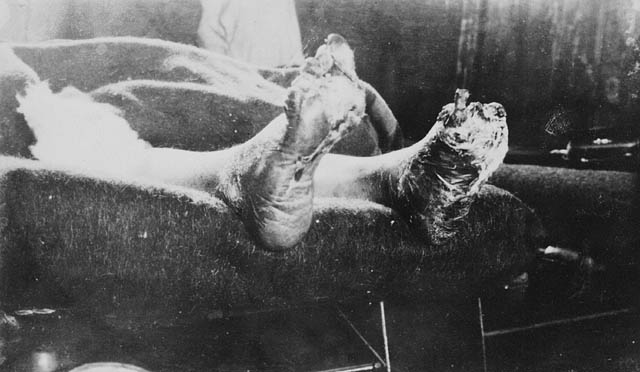
Peu de trinxera (infecció ulcerosa que afectava els soldats de la Primera Guerra Mundial
Úlcera provocada per una neuropatia en un diabètic